# Rakhshan Bani-Etemad
Rakhshān Banietemād (en persan : رخشان بنی‌اعتماد), née le 3 avril 1954 à Téhéran, est une réalisatrice et scénariste iranienne.
Elle est considérée comme l'une des meilleures cinéastes de son pays et se voit parfois comparée à de grands noms de la cinématographie mondiale parmi lesquels Lina Wertmüller, Liliana Cavani, Margarethe von Trotta et Agnès Varda. Véritable passionaria, elle a brossé, dans ses films, des portraits saisissants des femmes iraniennes, mettant en exergue leur dignité et leur courage. Ses œuvres fondent une chronique de l'Iran actuel et de son évolution sociale.

## Biographie
Rakhshān Bani E'temād possède une licence en réalisation de films. Elle est l'épouse du producteur Djahangir Kosari et la mère de l'actrice Baran Kosari.
Elle commence sa carrière en réalisant des documentaires pour l'IRIB. Après quelques expériences comme assistante de réalisation, elle met en scène son premier long métrage, Hors limite, en 1987. Ses œuvres évoquent divers problèmes de société. Les femmes y jouent un rôle prépondérant.
En 2017, elle est présidente du jury international de la 23e édition du festival international des cinémas d'Asie de Vesoul.

## Récompenses
Son film Le Voile bleu remporte le Léopard de bronze au Festival de Locarno en 1995. Rakhshān Bani E'temād a été membre du jury dans plusieurs festivals en Iran et à l'international.
En 2008 elle emporte le grand prix d jury du  Festival International de Films de Femmes de Créteil avec Mainline.
Elle obtient le prix Osella du meilleur scénario à la Mostra de Venise 2014 pour Tales.

## Filmographie
- 1987 : Hors limite (en persan : خارج از محدوده, Kharej az mahdudeh)
- 1988 : Canari jaune
- 1989 : Pul-e khareji
- 1992 : Nargess
- 1995 : Le Foulard bleu (Rossari Abi)
- 1998 : Banou-ye Ordibehesht (The May Lady)
- 1999 : Baran-o Boumi (« Baran and the Native »), court-métrage
- 2001 : Zir-e poust-e shahr (« Sous la peau de la ville »)
- 2002 : Rouz-egar-e ma (« Our times »)
- 2005 : Gilane
- 2006 : Khoon Bazi (Mainline)
- 2009 : We Are Half of Iran's Population
- 2014 : Tales (en persan : قصه‌ها, Ghesse-ha)
- 2015 : All my tears
- 2016 : Hey Humans (Ay adam ha)
- 2019 : Madame Touran (Touran Khanom, sur Touran Mirhadi)